# Президентский дворец (Варшава)
Президентский дворец — одна из резиденций президента Польши, находящаяся на улице Краковское предместье 46/48. Другие названия дворца — Дворец Конецпольских, Радзивилов, Любомирских, дворец Наместника. Во время нацистской оккупации — «Deutsches Haus».
Президентский дворец — самое заметное здание улицы и одновременно самый большой из всех варшавских дворцов. Располагается между костёлом кармелитов и отелем «Бристоль».
Во время президентства Бронислава Коморовского функции основной резиденции исполнял Бельведерский дворец, а в Президентском дворце находились канцелярии и офисы аппарата президента.

## История дворца[3]

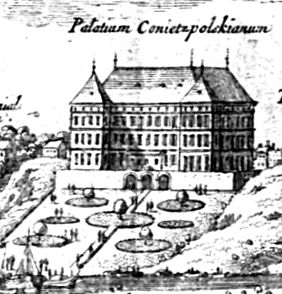
Дворец Конецпольских на рисунке Дахлберга 1656 год.

Первый дворец на этом месте был построен для великого коронного гетмана Станислава Конецпольского. Дворец был спроектирован придворным архитектором Владислава IV Константино Тенкалла. Это был образчик генуэзской резиденции, с первым в Польше садом итальянского типа, спускающимся до самой Вислы, которая тогда текла у самого подножья берегового обрыва. Строительство началось в 1643 году. Станислав Конецпольский предназначал дворец для своей варшавской резиденции (главной его резиденцией были Броды), однако в 1646 году гетман умер и работы завершались уже его сыном Александром.
Дворец был двухэтажным, с башенками по бокам, с террасами сада, спускающегося к пристани на Висле. Всё было в соответствии с принципом entre cour et jardin (между двором и садом).
В 1659 году дворец приобрёл польный гетман и великий коронный маршал Ежи Себастьян Любомирский, однако уже в 1674 году дворец перешёл в руки Радзивиллов несвежской линии, став местом частых приёмов, балов и праздников. В 1694 году дворец был перестроен по проекту Карла Церони и Августина Лосси, а в 1738—1740 вновь перестроен по проекту Антонио Солари. Следующая перестройка, по проекту Яна Зигмунта Дейбеля, была в 1755—1759 годах.

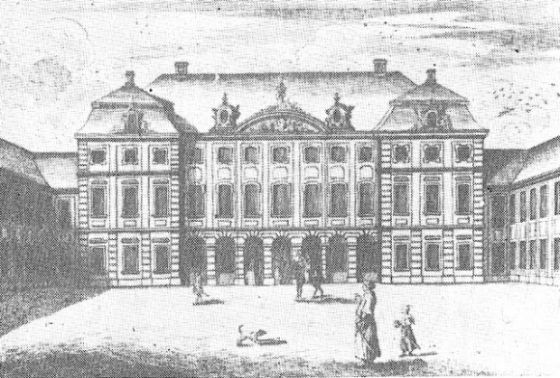
Дворец Радзивиллов 1762 год.

В 1762 году владельцем дворца стал Кароль Станислав Радзивилл, по прозвищу «Пане Коханку», известный своим разгульным образом жизни и показными, крайне дорогими, празднованиями. Когда он поругался с Чарторыйскими и королём Станиславом Августом Понятовским, то перестал бывать в Варшаве, из-за чего в 1768 году дворец был сдан в аренду Франциску Риксу и адаптирован для театра (в том числе для Национального театра), причём была выделена отдельная королевская ложа. Именно в этом дворце была поставлена первая польская опера — «Осчастливленная нищета» («Nędza uszczęśliwiona») Мацея Каменского с либретто Войцеха Богуславского. Театр функционировал до 1778 года, и за время своего существования сделал во дворце капитальный ремонт.
Хотя дворец по прежнему принадлежал Радзивиллам, Каролю Станиславу стоило большого труда отобрать его обратно у артистов, после его возвращения в Варшаву. Дворец принадлежал ему до 1790 года, а в 1791—1792 годах в период четырёхлетнего сейма, во дворце проводились заседания «Объединения друзей Конституции».
В 1818 году дворец был выкуплен администрацией Царства Польского для резиденции наместника. Для этих целей дворец был полностью перестроен в 1818—1819 годах, по проекту Кристиана Петра Айгнера. Дворец был перестроен в стиле классицизма, в соответствии с палладианской схемой. Боковые крылья были доведены до линии улицы, не перестроенной осталась только колоннада партера здания. Фасад также обрёл колонны коринфского вида и был украшен десятью скульптурами работы Павла Малинского. Садовая сторона здания перестроена была в стиле неоренессанса. В 1821 году перед дворцом были установлены каменные львы, работы Камилло Лаудини.

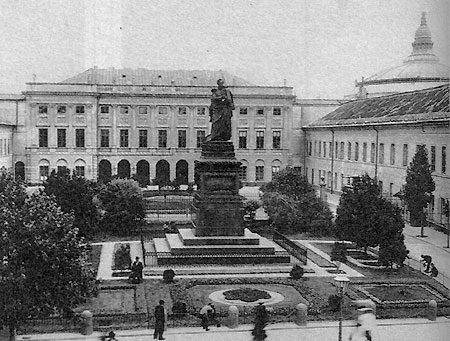
Памятник Ивану Паскевичу у Дворца Наместника.

Первым (и единственным) наместником, который жил во дворце, был генерал Юзеф Зайончек и его жена Александра. Они занимали дворец до 1826 года. С тех пор дворец получил название «Наместнический». 24 февраля 1818 года во дворце свой первый публичный концерт дал Фредерик Шопен, о чём напоминает памятная доска, установленная на здании. В 20-х годах XIX века перед дворцом планировалось установить памятник Юзефу Понятовскому, но это реализовано не было, по причине начала Ноябрьского восстания. Во время восстания во дворце была резиденция диктатора Юзефа Хлопицкого и Национального Правительства. После подавления восстания дворец использовался в разных целях, а 6 марта 1852 года сгорел. Повреждённый дворец был восстановлен в прежнем виде к 1856 году по проекту Альфонса Кропивницкого. В свежеотремонтированном здании был дан большой бал в честь Александра II.
В 1870 году перед дворцом был установлен памятник Ивану Паскевичу, а в 1879 в Колонном зале дворца впервые публично было выставлено полотно Яна Матейко «Грюнвальдская битва».
5 августа 1915, после отхода российской армии из Варшавы, солдаты Варшавского батальона, в первый раз установили у дворца вахту. Об этом событии напоминает памятная доска на здании. Памятник Паскевичу был снесён в 1917 году, а в 1918 дворец перешёл во владение польских властей. В 1919—1921 дворец был отремонтирован по проекту Мариана Лалевича для резиденции премьер-министра и Совета Министров Польской Республики. В боковых крыльях были размещены офисы Канцелярии Совета Министров.

Президентский дворец в Варшаве во время войны.

Дворец мало пострадал во время Второй мировой войны, из-за того что нацисты разместили в нём отель-люкс с казино, под названием «Deutsches Haus». С этой целью также был перестроен интерьер здания и увеличены цоколи львов со стороны Краковского предместья. 4 февраля 1944 года во Дворце Наместников прошла панихида по Францу Кучере, убитому польским подпольем за три дня до того. Тогда же была сыграна «юнкерская свадьба» Кучеры с его норвежской возлюбленной, ожидающей от него ребёнка. Это была единственная возможность обеспечить ребёнку привилегии от правительства Третьего Рейха.
После войны дворец отремонтирован и перепланирован для размещения в нём Совета Министров, который до того функционировал на Уяздовских аллеях. Перепланировка проводилась под руководством Теодора Буше и Антония Яворницкого. Дворец нёс представительские функции, в нём проходили церемонии вручения профессорских званий, новогодние балы и встречи с артистами. В 1955 года во дворце прошла церемония подписания «Договора о дружбе, сотрудничестве и взаимной помощи» (Варшавского договора). В 1970 подписан «Договор о нормализации отношений между ПНР и ФРГ», а в 1989 года прошли заседания «Круглого стола».
18 апреля 1952 года во дворце прошла презентация проекта Дворца Культуры и Науки, в присутствии Льва Руднева.
В 1965 году перед дворцом был установлен памятник Юзефу Понятовскому. До войны памятник стоял перед Саксонским дворцом и был уничтожен гитлеровцами в 1944 году. В музее Бертеля Торвальдсена в Копенгагене датчане нашли модель оригинала памятника и изготовили на свои средства его копию, которая первоначально была установлена у Старой Оранжереи в Лазеньках.
В 1990 году начался капитальный ремонт дворца, с целью размещения в нём резиденции президента Польши и его канцелярии. Тогда же дворец получил своё современное название. Второй этаж целиком предназначен для личных апартаментов президента и его семьи. Первым из президентов во дворце жил Лех Валенса, в 1994 году перенёсший резиденцию во дворец из Бельведера. Затем дворец являлся резиденцией Александра Квасневского и Леха Качинского. В 2010 году на здании была установлена мемориальная доска погибшему под Смоленском президенту Качинскому. После катастрофы площадь перед дворцом стала местом поминовения погибших и здесь был установлен деревянный крест, как заготовка будущего памятника. Из-за несогласия местных и церковных властей, крест был перенесён в костёл св. Анны. Бронислав Комаровский перенёс свою резиденцию в Бельведер.

## Интерьер[4]

### Главный Вестибюль
Главный Вестибюль меблирован очень скромно. Его главными украшениями являются мраморный камин, барочный шкаф гданьского стиля и картина Януария Суходольского «Смерть Циприана Годебского под Рашином». В главном вестибюле приветствуют гостей от имени президента, сам он здесь их встречает только если гости являются главами государств.

### Зал Новосельского
В Зале Новосельского находятся 10 работ этого художника, в том числе абстракции, пейзажи и иконы. Ежи Новосельский, умерший в 2011 году, был одним из лучших представителей современной польской культуры.

### Часовня
Часовня, посвящённая Благовещенью Св. Девы Марии, является местом молитвы президента, его семьи и министров канцелярии, а также приглашённых гостей. На стене развешаны подарки от пап римских Иоанна Павла II и Бенедикта XVI, а также крест найденный под развалинами World Trade Centre. Рядом с крестом размещена табличка посвящённая теракту в Нью-Йорке. В месте, где молились римские папы, размещены соответствующие памятные таблички. На стене мемориальная доска жертвам смоленской катастрофы и президентскому капеллану ксёндзу Роману Индрейчику.
Ежегодно харцеры преподносят в часовне президенту Вифлеемский огонь мира.

### Зал Рококо
Зал Рококо иногда ещё называют «женским залом». Когда главы государств ведут переговоры в Белом Зале, их жёны ждут окончания в зале Рококо. Жёны польских президентов занимаются в этом зале благотворительностью и принимают здесь своих гостей. Случается что в этом зале президент презентует сувениры своим гостям.

### Белый Зал
Белый Зал наиважнейший в Президентском дворце. Здесь глава Польской Республики принимает глав других государств. Зал расположен на оси главного входа, от которого гости, после их встречи президентом в Вестибюле, проходят в Белый Зал для первичных переговоров. В этих беседах принимает участие не вся прибывшая в Польшу делегация, а только наиважнейшие особы. Зал украшен картинами XVII и XVIII веков, а также мейсенскими фарфоровыми вазами.

### Столовая
В Столовой президент даёт официальные обеды в честь своих гостей. Случается что и глава Кабинета или глава Канцелярии Президента принимают тут персон, с которыми президент не может в этот день встретиться.

### Синий Зал
В Синем Зале проводятся важнейшие конференции и приём иностранных делегаций. Посредине установленного в зале стола находится официальное место президента. На стенах висят два важных портрета — князя Понятовского и Тадеуша Костюшки.

### Лестничная клетка
Лестничная клетка соединяет Гетманский зал с Прихожей и Колонным Залом. У подножия лестницы установлена статуя «Прометей» работы Пиюса Велёнского.

### Прихожая
Прихожая — это комната для встречи гостей перед бальным залом. Когда Колонный Зал был Бальным, то именно в ней оглашалось о прибытии гостей. Сегодня через неё можно пройти в секретариат Президента, а также в офис главы Президентского Кабинета. Кроме того, именно тут происходит церемония встречи гостей перед официальными обедами, даваемых президентом в честь глав других государств, находящихся в Польше с официальным визитом. Есть специальная церемония, во время которой гости становятся в ряд, держа карточки с именем и фамилией. Перед встречей с главой государства карточки передаются главе протокола, который громко зачитывает имя и фамилию гостя. Затем гости проходят в Колонный Зал и занимают места за своими столиками.

### Колонный (Бальный) Зал
Колонный Зал самый большой и, благодаря телевидению, самый известный зал дворца. Все мероприятия, в которых принимают участие много людей, проходят именно в этом зале. Здесь президент утверждает и распускает правительство, присваивает научные титулы, назначает судей, присваивает генеральские звания, награждает высшими государственными наградами и званиями.
Этот зал был свидетелем важнейших событий в новейшей истории Польши. В нём в 1955 году лидеры ПНР, СССР и других стран коммунистического блока, подписали Варшавский Договор. В 1989 году в этом зале представители власти совещались за Круглым столом с представителями оппозиции. 10 лет спустя, 12 марта 1999 года, в этом зале подписан договор о вступлении Польши в НАТО, а 23 июля 2003 года о присоединении к Евросоюзу.
Жирандоль в этом зале насчитывает 5 уровней и 80 свечей, в нижней части имеются 3600 хрусталиков. В XIX веке эта жирандоль освещалась газом.
В феврале 2009 года в зале был поменян ковёр. Прежний пролежал в этом помещении 40 лет. Новый ковёр площадью 185 м², спроектирован известным специалистом в области художественного ткачества, профессором Иолантой Рудзкой-Хабисяк и изготовлен на ковёрной фабрике «Агнелля».
В этом зале также даются официальные обеды в честь глав важнейших государств, начинающиеся обычно в 13 часов и длящиеся около двух часов. За официальным ужином, по протоколу, президент может сказать тост в честь приглашённого гостя.

### Банкетный (Картинный) Зал
Банкетный Зал иногда называют Картинным за количество и величину картин, его украшающих. Во время важнейших мероприятий, государственных праздников или важных награждений, в этом зале накрывается десерт для гостей. В этот зал выходят из Колонного новоназначенные президентом судьи, профессора, генералы и члены правительства. В Банкетном зале также проходят заседания президентского Кабинета — органа государственного управления, которым непосредственно руководит президент ПР. Здесь же проходят церемонии вручения верительных грамот вновь назначенными послами. Иногда зал используется для встреч президента с прессой.

### Гетманский Зал
В Гетманском Зале подписываются важнейшие договоры и протоколы. В таких случаях в зале ставят длинный стол и стулья.

### Рыцарский Зал
В Рыцарском Зале члены делегаций ожидают окончания бесед глав своих делегаций с президентом. В этих случаях в зале устанавливаются стол и кресла.

### Зимний сад
Зимний Сад создан Марией Качинской в помещении неиспользуемой террасы. Сейчас это помещение, в котором старое соседствует с новым. Витражи на окнах посвящены временам года. Часто в этом помещении сервируются десерты и проводятся кулуарные переговоры. Украшением Сада являются две скульптуры — «Психея с голубями» Виктора Бродского 1881 года и «Калина» Пиюса Велёнского 1896 года.

### Апартаменты президента[5]
Апартаменты Президента находятся на втором этаже дворца и включают в себя ряд помещений различного назначения:
- Кабинет главы президентского Кабинета — Здесь работает «правая рука» главы государства.
- Кабинет Президента — Здесь стоит главный письменный стол страны, за которым президент подписывает указы и распоряжения. Также здесь стоят специальные защищённые телефоны.
- Библиотека — Содержит большое количество литературы по истории и государственному управлению.
- Кухня — Президентская чета имеет личного повара, но часто первые дамы, а то и сами президенты, как например Александр Квасневский, охотно готовят сами.
- Президентская столовая — За огромным столом едят президент и его жена, а также члены семьи и друзья президентской пары.
- Спальня
- Рабочая библиотека
- Ванная — Как гласит молва, здесь любила танцевать Иолланта Квасневская. А Данута Валенса приказала установить раковины с хрустальной отделкой.
- Гостиная — Во времена Александра Квасневского здесь жила его дочь, Александра. Также здесь иногда ночевала Марта Качинская[6].
- Комната жены президента — Здесь первая дама может принимать своих приятельниц.
- Кабинет первой дамы — Место повседневной работы жены президента.

### Экскурсии по Президентскому дворцу
Посещение Президентского Дворца возможно для организованных групп с понедельника по пятницу, с 9:00 до 15:00, по предварительному согласованию времени. Посещение бесплатно, проводится гидом и длится 60 минут. Заинтересованные в посещении должны послать заполненный бланк просьбы на e-mail wycieczki@prezydent.pl или на факс номер 22 695 11 09. Фирмы занимающиеся коммерческой туристической деятельностью не могут заказывать посещение. Для посещения понадобится удостоверение личности.

Интерьер Президентского Дворца
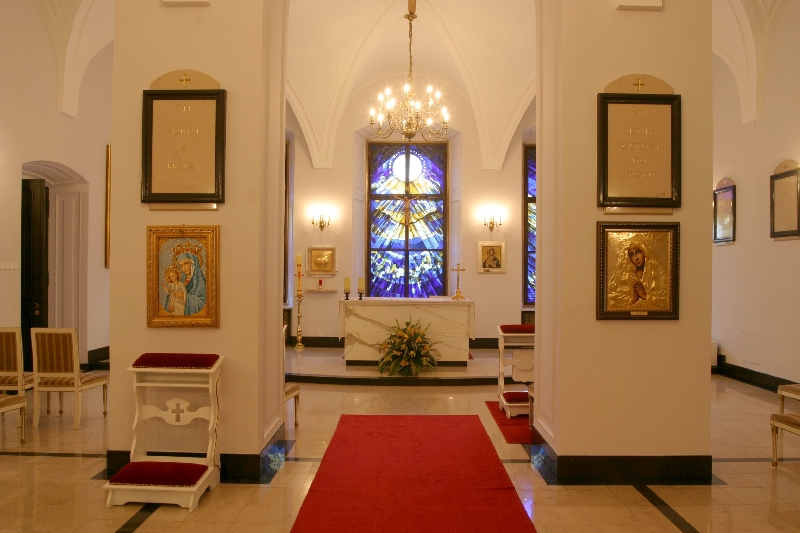
Часовня
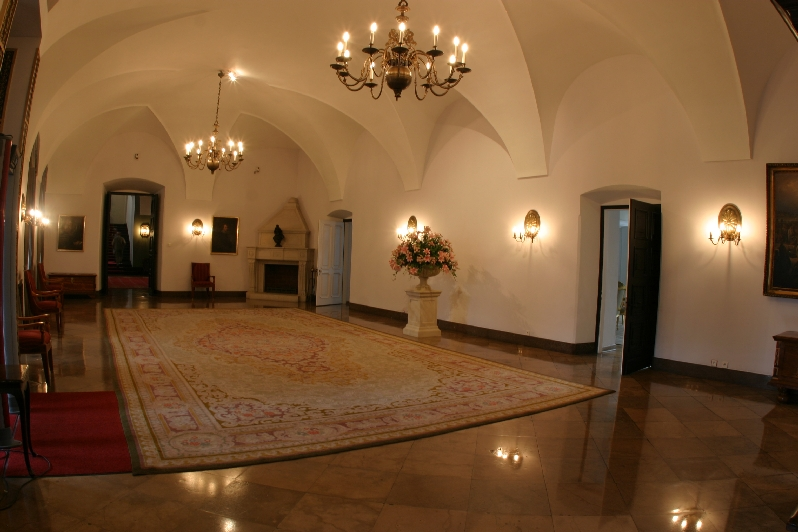
Главный Вестибюль
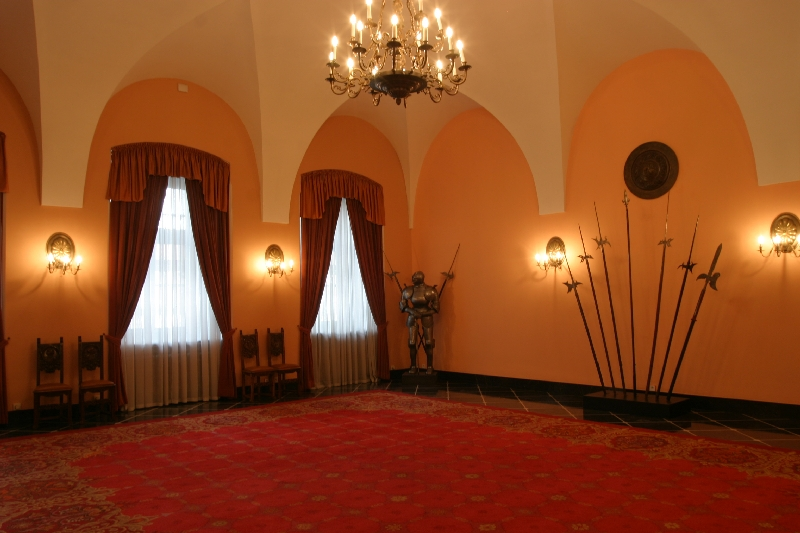
Рыцарский Зал
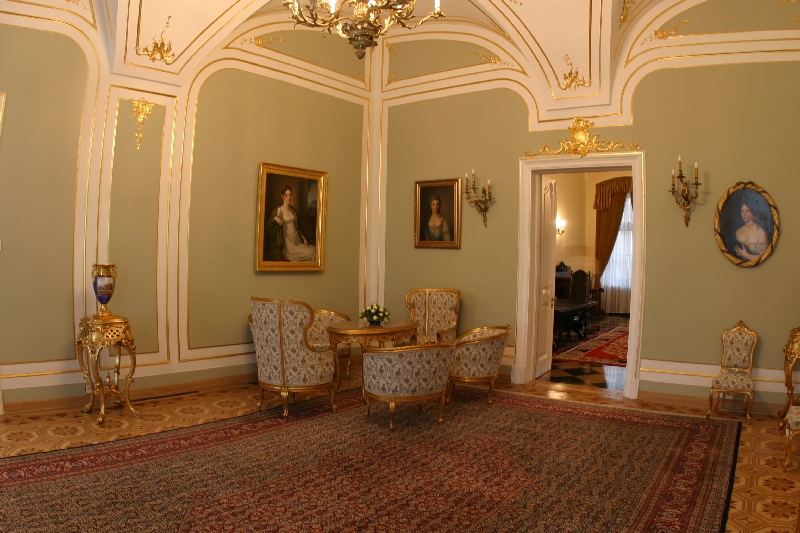
Зал Рококо
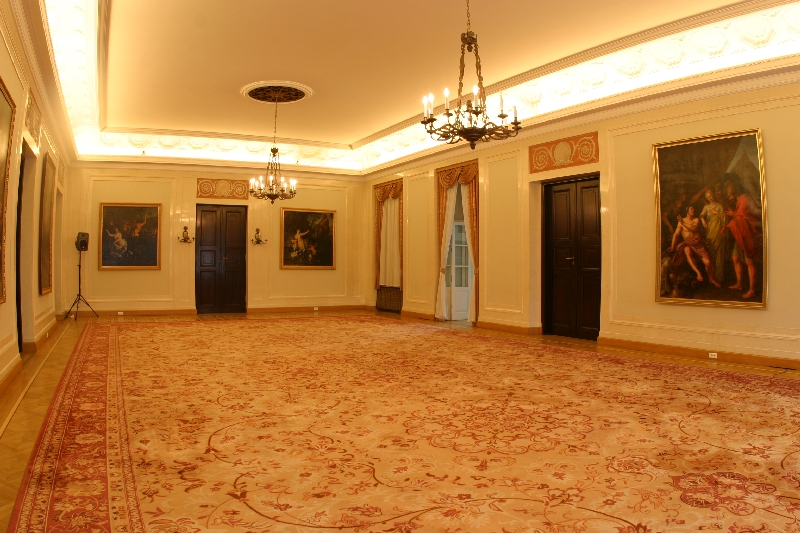
Банкетный (Картинный) Зал
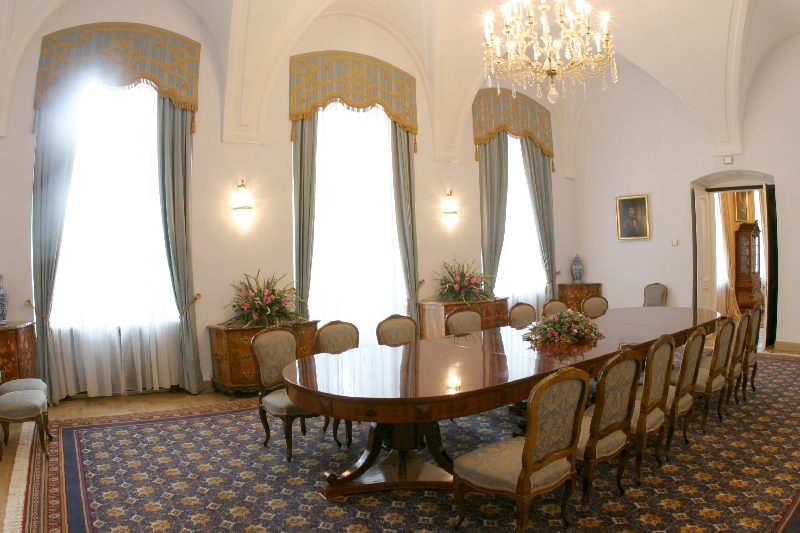
Синий Зал
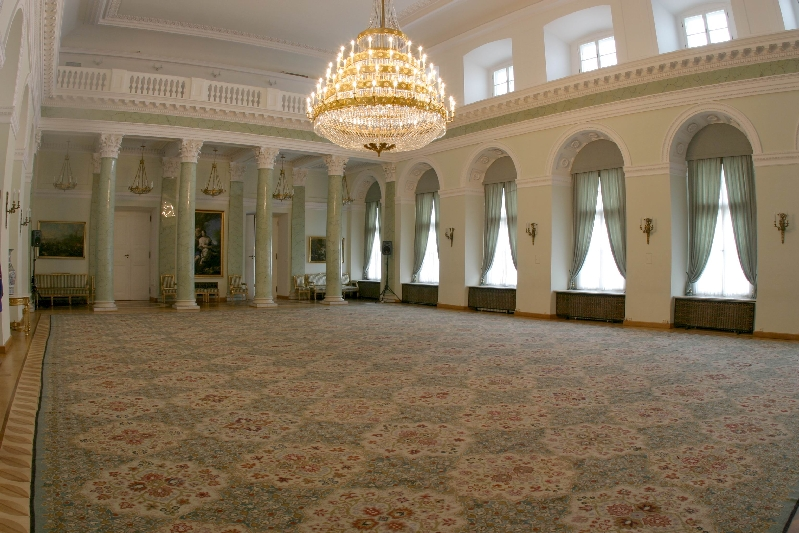
Колонный (Бальный) Зал
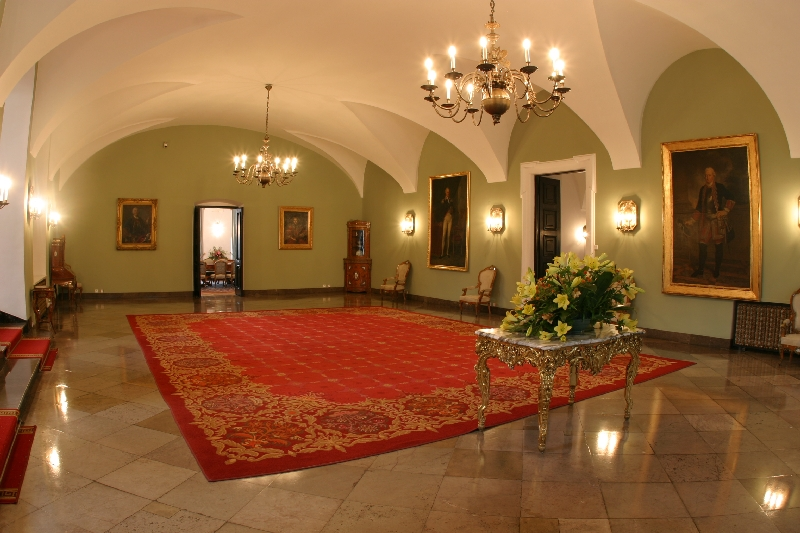
Гетманский Зал
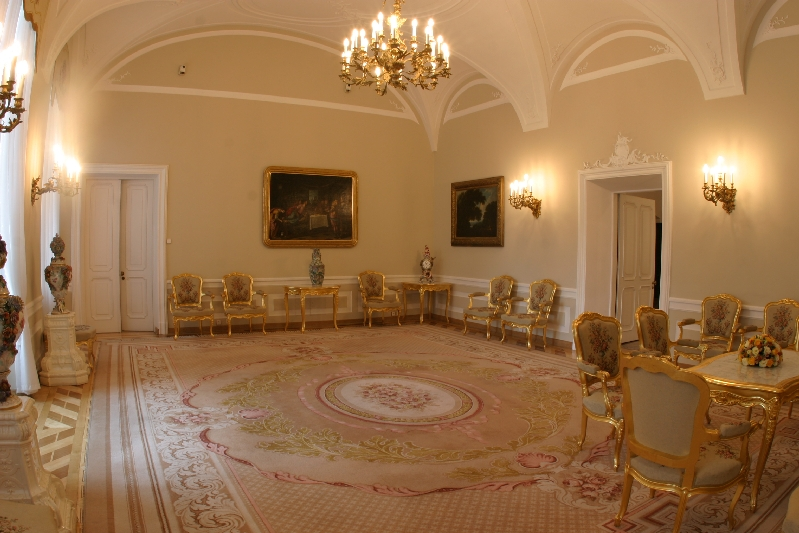
Белый Зал
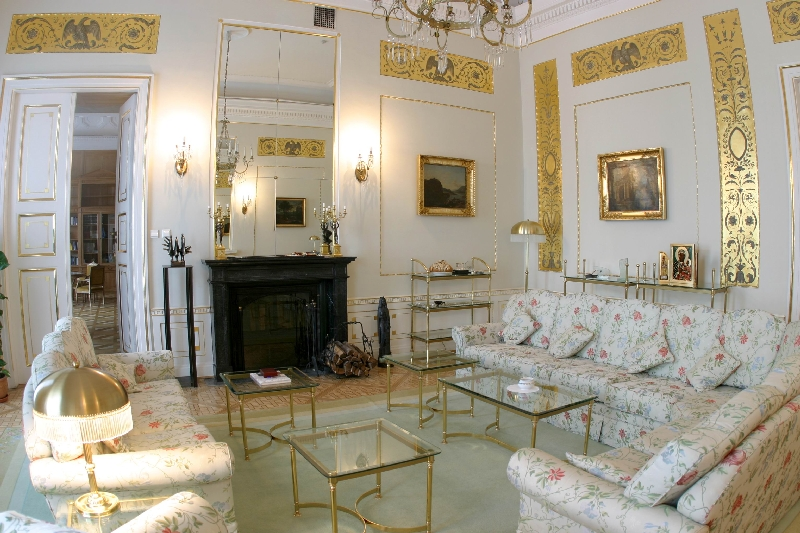
Апартаменты Президента - Комната отдыха
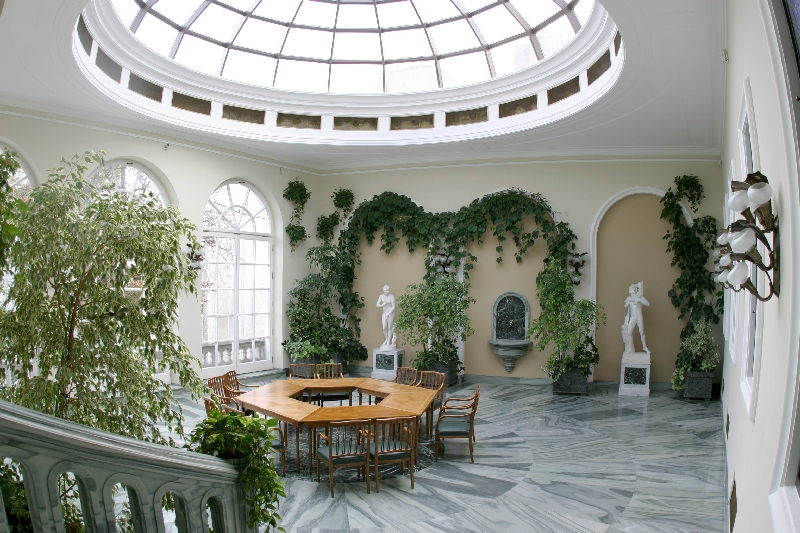
Зимний сад
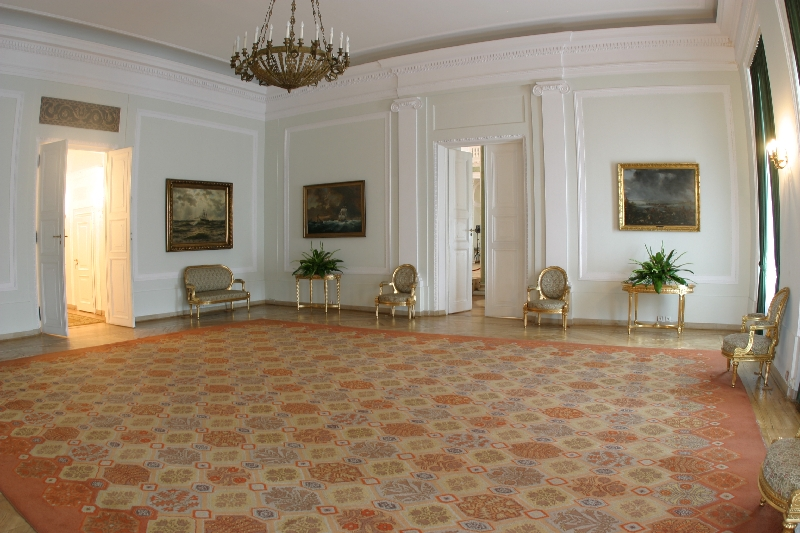
Прихожая
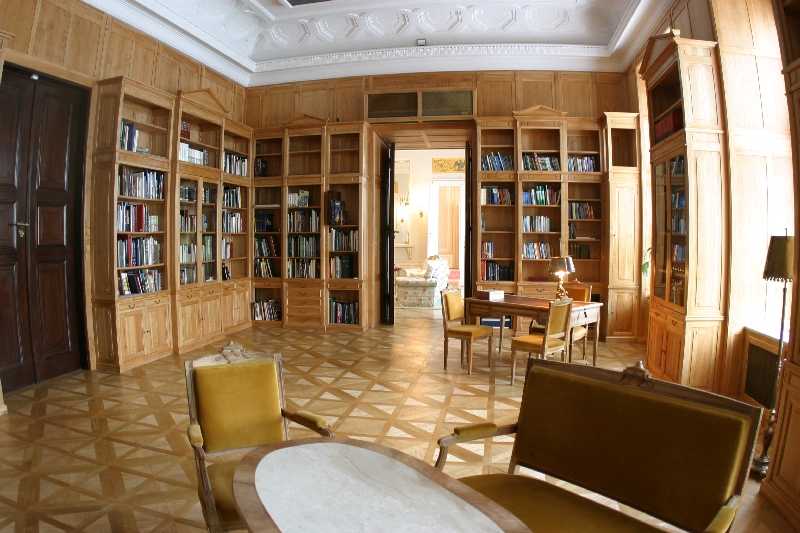
Библиотека
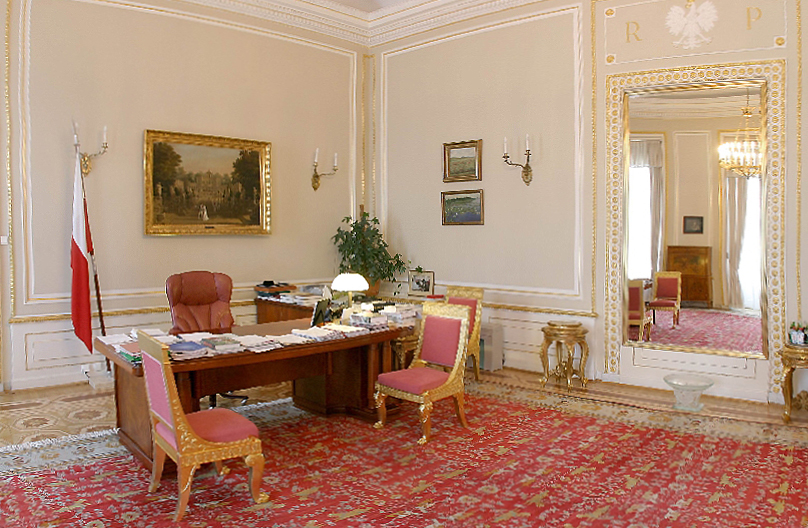
Апартаменты Президента - Кабинет Президента
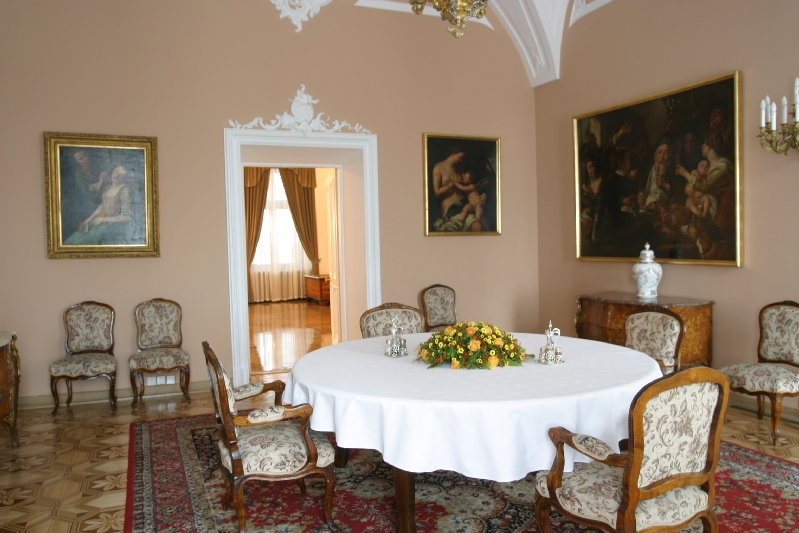
Столовая
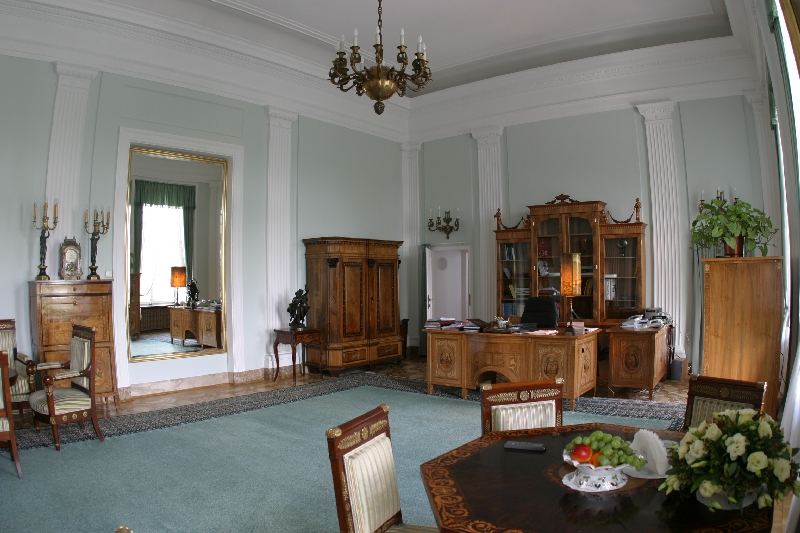
Апартаменты Президента - Кабинет главы аппарата Президента
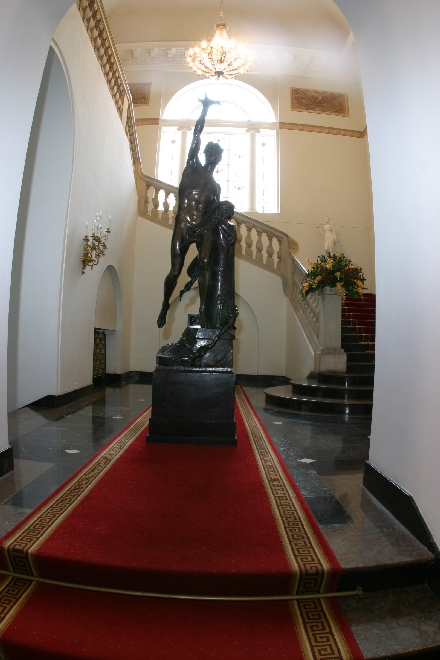
Лестничная клетка